# Альварес, Уолтер
Уолтер Альварес (англ. Walter Alvarez, род. 3 октября 1940, Беркли, Калифорния, США) — американский геолог, геофизик и палеогеолог. Известен разработанной им совместно со своим отцом, Нобелевским лауреатом американским физиком Луисом Альваресом, теории о гибели динозавров в ходе мел-палеогенового вымирания вследствие падения астероида. В их с отцом честь в 1988 году назван астероид (3581) Альварес. Эмерит-профессор Калифорнийского университета в Беркли, член НАН США (1991). Лауреат Премии Ветлесена (2008), а также отмечен медалью Пенроуза (2002) — высшей научной наградой Американского геологического общества.

## Биография
Родился и вырос в Беркли. Окончил Колледж Карлтон (Carleton College) в Миннесоте (бакалавр геологии, 1962). Степень доктора философии по геологии получил в Принстонском университете в 1967 году под началом Harry Hammond Hess.
Затем работал в нефтяных компаниях в Нидерландах и Ливии, участвовал в археологических раскопках Древнего Рима, после работал в Lamont–Doherty Earth Observatory в Нью-Йорке.
Италию, с которой многое связывает в научной карьере У. Альвареса, он посетил впервые в 1968 году.
С 1977 года сотрудник Калифорнийского университета в Беркли, профессор, в 1994—1997 годах заведующий кафедрой геологии и геофизики, в 1998—2002 годах канцлеровский профессор, с 2011 года в отставке — эмерит-профессор. Последние пять лет предшествовавших его отставке он преподавал новый курс — «Большую историю».
В 1980 году в Science была опубликована статья Альвареса и соавторов, описывавшая их гипотезу о том, что исчезновение динозавров было вызвано массивным астероидным воздействием.
Поставил свою подпись под «Предупреждением учёных человечеству» (1992).
Автор трёх книг: ставшей бестселлером «T. rex and the Crater of Doom» (Princeton University Press, 1997) — об их с отцом открытии давнего столкновения кометы с Землёй, совпавшего с гибелью динозавров; «The Mountains of Saint Francis» (W. W. Norton & Company, 2008) и «A Most Improbable Journey: A Big History of Our Planet and Ourselves» (2016).
Член Американской академии искусств и наук (1993) и иностранный член Датской королевской АН (1992).
Фелло Калифорнийской АН (1984) и Американского геофизического союза (1989).
Почётный иностранный фелло Европейского союза наук о Земле (1986) и почётный член Испанской ассоциации геологов (2003).
Почётный доктор Университета Иллинойс Уэслиан (1993), Горного университета Колорадо (2003), итальянского Университета Сиены (2005), испанского Университета Овьедо (2008).
Почётный гражданин итальянских городов Пьоббико (1986) и Губбио (1994).

## Отличия
- 1983—1984 — Стипендиат Гуггенхайма[6]
- 1985 — G. K. Gilbert Award[англ.], Американское геологическое общество
- 1997 — Премия Диксона
- 1998 — Журналистская премия American Association of Petroleum Geologists
- 2002 — Медаль Пенроуза, высшая научная награда Американского геологического общества
- 2005 — Отличие за заслуги совета основателей чикагского Филдовского музея естественной истории
- 2007 — Медаль Невады
- 2008 — Eugene Shoemaker Memorial Award, Университет штата Аризона
- 2008 — Премия Ветлесена
- 2011 — Noyce Prize for Excellence in Undergraduate Teaching[7]